# Rainbow Production
Rainbow Production était la marque d'un développeur et éditeur de jeux vidéo, installé près de la Place de la République à Paris et à Nanterre, en activité de 1986 à 1987.
Le nom de la société était Coconut Informatique.

## Ludographie
| Attentat   | 1986 |
| Mercenaire | 1986 |
| Ténèbres   | 1987 |